# Nia Sanchez
 (septembre 2014).
Si vous disposez d'ouvrages ou d'articles de référence ou si vous connaissez des sites web de qualité traitant du thème abordé ici, merci de compléter l'article en donnant les références utiles à sa vérifiabilité et en les liant à la section « Notes et références ».
Nia Sanchez, née le 16 février 1990 à Sacramento en Californie, est une jeune américaine qui a été élue Miss USA 2014, elle succède à Erin Brady.

## Biographie
Elle est née à Sacramento, en Californie, de David Sanchez et Heidi Sanford. 
Nia et sa famille déménagent pour s'installer à Las Vegas dans l'état du Nevada. 
L'année suivante ses parents divorcent, elle retourne vivre avec son père en Californie.
En 2008, Nia obtient son diplôme de Paloma Valley High School. Elle est ceinture noire de taekwondo.
Depuis 2015, elle est mariée à l'acteur Daniel Booko. Ils ont trois enfants.